# Antoni Mrowiec
Antoni Mrowiec (ur. 1908 w Wilkowicach, zm. 26 lipca 1982 w Bielsku-Białej) – polski rzemieślnik i działacz społeczny, poseł na Sejm PRL IV i V kadencji (1965–1972). 

## Życiorys
Syn Józefa. W 1925 ukończył szkołę zawodową w Bielsku, po czym pracował w firmach krawieckich. W 1932 otworzył własny warsztat, skonfiskowany w 1942 przez niemieckie władze okupacyjne na Śląsku. Po zakończeniu wojny stał na czele Cechu Rzemiosł Włókienniczych (do 1952), był też przewodniczącym Okręgowego Związku Cechów w Bielsku i Bielsku-Białej (do 1955). Pracował w Izbie Rzemieślniczej w Katowicach jako wiceprezes (1952–1963) i prezes (od 1963). 
W 1948 wszedł w skład Miejskiej Rady Narodowej w Bielsku oraz Wojewódzkiej Rady Narodowej w Katowicach. W 1950 przystąpił do Stronnictwa Demokratycznego. W 1965 wszedł do Sejmu PRL IV kadencji z okręgu Bielsko-Biała. Zasiadał w Komisji Przemysłu Lekkiego, Rzemiosła i Spółdzielczości Pracy. Posłem był również w V kadencji Sejmu (z tego samego okręgu, zasiadał w tej samej komisji). Od 1965 do 1976 był członkiem Centralnej Komisji Rewizyjnej SD, sprawował także funkcję wiceprzewodniczącego Wojewódzkiego Komitetu SD w Katowicach. 
Odznaczony dwukrotnie Srebrnym (w tym raz w 1954) i Złotym Krzyżem Zasługi oraz Krzyżem Kawalerskim Orderu Odrodzenia Polski.